# Hadermannsgrün
Hadermannsgrün ist ein Gemeindeteil der Gemeinde Berg im Landkreis Hof (Oberfranken, Bayern).

## Geographie
Das Dorf Hadermannsgrün befindet sich nordwestlich der Ortschaft Berg. Durch den Ort fließt der ab Berg kanalisierte Zottelbach in Richtung Saale und mündet bei Pottiga in den Fluss. Die Staatsstraße 2198 berührt Hadermannsgrün am Südrand.
Am 1. Mai 1978 wurde Hadermannsgrün in die Gemeinde Berg eingegliedert.

## Persönlichkeiten

### Söhne und Töchter des Ortes
- Johann Heinrich Spoerl (1862–1915), Ingenieur und Unternehmer